# دیلیل برستر
دیلیل برستر (انگلیسی: Delial Brewster؛ زادهٔ ۷ نوامبر ۱۹۹۷) بازیکن فوتبال است.
از باشگاه‌هایی که در آن بازی کرده‌است می‌توان به باشگاه فوتبال اورتون و باشگاه فوتبال استوک‌پورت کانتی اشاره کرد.